# Peter Sandøe
Peter Sandøe (født 7. marts 1955) er en dansk professor i bioetik. Han er centerleder ved Det Biovidenskabelige Fakultets Center for Bioetik og Risikovurdering. Sandøe er erklæret tilhænger af utilitarisme (nytteetik), som det fremgår af hans bog om etisk prioritering:
| Citat | Sandøe fremhæver selv det afgørende træk ved nytteetikkens forståelse af moral: "Ifølge nytteprincippet skal etikken være resultatorienteret." (s. 105) Vi skal m.a.o. se på en handlings konsekvenser, men konsekvenserne er først interessante i det øjeblik, hvor to moralske hensyn - eller pligter - støder sammen, ikke før. Hvorfor det er forkert at slå ihjel eller rigtigt at være solidarisk forsøger nytteetikken ikke at forklare i sig selv. For den hårde nytteetiker er der ingen moralske grænser for, hvad der er rigtigt og forkert ud over selve nytteprincippet; hvis en handling ikke bidrager til den størst mulige sum af livskvalitet, så kan den ikke være moralsk rigtig | Citat |
|       | |       |

## Uddannelse
- 1984: mag.art. i filosofi fra Københavns Universitet
- 1988: ph.d. i filosofi fra Oxford Universitet

## Arbejde
- 1992–1997: Leder af Bioetisk Forskningsgruppe ved Københavns Universitet, Institut for Filosofi, Pædagogik og Retorik
- 1997: Udnævnt til forskningsprofessor i bioetik ved Det Biovidenskabelige Fakultet
- 2002: Permanent professorat samme sted

## Tillidshverv
Han var formand for Det Dyreetiske Råd i perioden 1992 til 2012, og valgtes i 2000 til præsident for EurSafe.

### Fratrædelse og inhabilitet
Den 17. juni 2012 meddeler DR, at Sandøe trækker sig fra posten som formand for Det Dyreetiske Råd på grund af tvivl om hans habilitet på området. Peter Sandøe trak sig tilbage som formand for Det Dyreetiske Råd efter afsløringen af, at han havde modtaget penge fra svineindustrien uden at deklarere det.